# Stanislav Brebera
Stanislav Brebera (Přelouč, 10 agosto 1925 – Pardubice, 11 maggio 2012) è stato un chimico cecoslovacco.
Brebera iniziò la sua carriera presso l'istituto statale cecoslovacco di Istituto di Ricerche Chimiche, attualmente Explosia di Pardubice.  Nel 1966 sviluppò l'esplosivo al plastico Semtex.